# Pathiriyad
Pathiriyad è una suddivisione dell'India, classificata come census town, di 16.608 abitanti, situata nel distretto di Kannur, nello stato federato del Kerala. In base al numero di abitanti la città rientra nella classe IV (da 10.000 a 19.999 persone).

## Geografia fisica
La città è situata a 11° 50' 32 N e 75° 29' 35 E.

## Società

### Evoluzione demografica
Al censimento del 2001 la popolazione di Pathiriyad assommava a 16.608 persone, delle quali 7.934 maschi e 8.674 femmine. I bambini di età inferiore o uguale ai sei anni assommavano a 1.656, dei quali 834 maschi e 822 femmine. Infine, coloro che erano in grado di saper almeno leggere e scrivere erano 14.094, dei quali 6.932 maschi e 7.162 femmine.